# Wspaniały widok na nic interesującego
Wspaniały widok na nic interesującego – drugi album studyjny polskiego rapera Buki. Wydawnictwo ukazało się 13 marca 2013 roku nakładem wytwórni muzycznej MaxFloRec. Nagrania wyprodukowali Feru, Miliony Decybeli, DonDe, Magiera, DiNO oraz Timothy Drake. Z kolei wśród gości znaleźli się Skor, K2, Mati, Bisz oraz Rahim. Miksowanie i mastering wykonał Tomasz Karczewski. Natomiast oprawę graficzną przygotował Dawid Tkocz.
Jako materiał dodatkowy do albumu został dołączony zremiksowany minialbum Po drugiej stronie lustra.
Płyta zadebiutowała na 7. miejscu zestawienia OLiS. W ramach promocji albumu do utworów „Orchidee”, „Zamknij oczy”, „Zanim powiem nara” i „Wznieśmy toast” zostały zrealizowane teledyski.
W sierpniu 2023 nagrania uzyskały certyfikat złotej płyty.

## Lista utworów
Opracowano na podstawie materiału źródłowego.
CD 1 – Wspaniały widok na nic interesującego
1. „Wspaniały widok (Intro)” (produkcja: Feru, scratche: DJ O2ld) – 2:01
2. „Wznieśmy toast” (produkcja: Miliony Decybeli) – 2:56
3. „Nadzieja” (produkcja: DonDe) – 3:08
4. „Zamknij oczy” (produkcja: DonDe, gościnnie: Skor) – 4:08
5. „Evviva l'arte” (produkcja: Miliony Decybeli, scratche: DJ O2ld) – 3:44
6. „Dekada” (produkcja: Feru, gościnnie: K2, Mati) – 3:54
7. „Biały królik” (produkcja: Miliony Decybeli) – 2:44
8. „Orchidee” (produkcja: Miliony Decybeli) – 2:50
9. „Piaski klepsydr” (produkcja: DonDe, gościnnie: Bisz) – 3:24
10. „Legal” (produkcja: DiNO) – 3:12
11. „Pan antonim” (produkcja: Magiera, scratche: DJ Bambus) – 1:43
12. „Cyferblatów wichura” (produkcja: DiNO, gościnnie: Rahim, scratche: DJ Bambus) – 4:04
13. „Zanim powiem nara” (produkcja: Timothy Drake, scratche: DJ Hopbeat) – 3:14

CD 2 – Po drugiej stronie lustra
1. „Pęka lustro” (remiks: Kris) – 1:30
2. „Proszę” (remiks: Kris) – 2:39
3. „Przebiśniegi” (gościnnie: Skor, remiks: Kris) – 2:33
4. „Danse macabre” (gościnnie: Rahim, remiks: Kris) – 3:06
5. „Oni mówią samotność” (remiks: DonDe) – 2:08
6. „Szkło” (remiks: DonDe) – 2:49
7. „Już nie” (gościnnie: Skor, remiks: Kris) – 2:25
8. „List do S.” (remiks: Kris) – 4:15